# Elena Odriozola
Elena Odriozola Belástegui (San Sebastián, 27 de noviembre de 1967) es ilustradora. Una de las ilustradoras de mayor proyección internacional, a juzgar por su extensa obra y por los premios y reconocimientos recibidos tanto en España como a nivel internacional. 
Entre otros premios que le han sido otorgados: Premio Euskadi de Literatura por la ilustración (2009, 2013), el Premio Nacional de Ilustración (2015) y la Manzana de Oro de la Bienal de Ilustración de Bratislava (2015).

## Trayectoria profesional
Siendo pintores su abuelo y su padre, en la propia familia se alimentó esta afición, y a partir de los trece años en la escuela cuando le apuntaron a pintura. Más tarde realizó estudios de Arte y Decoración. En 1989 comenzó a trabajar en una agencia de publicidad dando sus primeros pasos en el mundo de la ilustración.
En 1995 publica su primer título ilustrado, Agure jakagorria del autor Jesus Mari Olaizola "Txiliku". Desde entonces sobrepasa la centena de títulos ilustrados publicados y traducidos a varias lenguas. Los reconocimos y premios recibidos por su trayectoria profesional son numerosos.

## Técnica ilustradora
En cuanto a la técnica destaca el uso del acrílico. Sus ilustraciones son narrativas y nos trasladan el punto de vista y la interpretación de la autora. 
Dibuja de una manera muy personal e inconfundible, trasladando a sus personajes sensibilidad e inocencia, no exentas de firmeza y fuerza, siendo esa su originalidad. 
Algunos personajes son hieráticos mientras que otros son muy rápidos y dinámicos. Muchos de sus personajes son femeninos, apareciendo sus nombres en el título de la obra. Define los personajes con un estilo propio y marcado. En sus figuras destaca la amplitud del cuello, una característica que se reafirma en el caso de personajes niños, que son cuellicortos, para simbolizar que al crecer los mayores tendemos a distanciar la cabeza del corazón.
Son habituales el uso del lápiz y la goma. Recientemente entre los materiales utilizados destaca la pintura acrílica y el papel sumi-e, y también el cutter.
Entre sus autores de referencia podemos mencionar entre otros a: Nathalie Parain, Wolf Erlbruch, Sempé, Arthur Rackham, Lisbeth Zwerger y Czechka.
Según sus propias palabras dibujo para mí misma […] si haces lo que sientes eso va bien

## Ilustración de obra literaria
Obra ilustrada por la autora.
Su obra ilustrada es, ha trabajado especialmente con autores como Mariasun Landa, Juan Kruz Igerabide y, Patxi Zubizarreta, alcanzando con estos autores una sensibilidad y un estilo común Además de obra en euskera ha ilustrado obra de autores en castellano, catalán e inglés.
- Agure jakagorria. Jesus Mari Olaizola "Txiliku" / Elena Odriozola (Elkar, 1995).
- Ahatetxoa eta sahats negartia. Mariasun Landa / Elena Odriozola (Elkar, 1997).
- Zergatik ez du kantatzen txantxagorriak?. Xabier Mendiguren Elizegi / Elena Odriozola (Elkar, 1997).
- Amona, zure Iholdi. Mariasun Landa / Elena Odriozola (Kometa, 1998).
- Txoko txiki txukuna. Joxantonio Ormazabal /Elena Odriozola (Elkarlanean, 1998).
- Botoi bat bezala. Juan Kruz Igerabide / Elena Odriozola (Anaya, 1999).
- Ortzadarraren kantua. Jon Suárez Barrutia/ Elena Odriozola (Aizkorri, 1999).
- Zak zikoina. Joxe Mari Iturralde / Elena Odriozola (Elkar, 2000).
- Dindirri = Flick. Anjel Lertxundi / Elena Odriozola (Gara, 2000).
- Gorritxo eta Beltxiko. Joxantonio Ormazabal /Elena Odriozola (Elkar, 2000).
- Axa mixa zilarra. Jesus Mari Olaizola "Txiliku" / Elena Odriozola (Elkar, 2000).
- Kofi itsasora bidean. Javi Cillero Goiriastuena / Elena Odriozola (Elkar, 2001).
- Izar euria. Felipe Juaristi / Elena Odriozola (Elkar, 2001).
- Bihotza zubi. Joxantonio Ormazabal /Elena Odriozola (Elkar, 2001).
- Hosto gorri, hosto berde. Juan Kruz Igerabide / Elena Odriozola (Atenea, 2002).
- Roke izeneko comuna. Antton Dueso / Elena Odriozola (Aizkorri, 2002).
- Maiderren taupada bilduma. Maite González / Elena Odriozola (Alberdania, 2002).
- Marlene eta taxizapata. Mariasun Landa / Elena Odriozola (SM, 2002).
- Astoari konfiturak. Juan Luis Mugertza Unanue / Elena Odriozola (Aizkorri, 2002).
- Hiztegi jolastia. Joxantonio Ormazabal /Elena Odriozola (Elkar, 2002).
- Eta txorimaloa mintzatu zen. Ruben Ruiz / Elena Odriozola (Elkar, 2002).
- Paularen zazpi gauak. Patxi Zubizarreta / Elena Odriozola (Giltza, 2002).
- Usoa: Lehen kanpamendua. Patxi Zubizarreta / Elena Odriozola (Erein, 2002).
- Usoa; Zelatan. Patxi Zubizarreta / Elena Odriozola (Erein, 2002).
- Margarita. Ruben Dario / Elena Odriozola (Imaginarium, 2003).
- Bosniara nahi. Juan Kruz Igerabide / Elena Odriozola (Aizkorri, 2003).
- Amona basoan galdu zenekoa. Arantxa Iturbe / Elena Odriozola (Elkar, 2003).
- Haydn-en loroa. Felipe Juaristi / Elena Odriozola (Aizkorri, 2003).
- Euria. Daniel Nesquens / Elena Odriozola (Aizkorri, 2003).
- Eta txorimaloa mintzatu zen. Ruben Ruiz / Elena Odriozola (Aizkorri, 2003).
- Dindirri. Anjel Lertxundi / Elena Odriozola (SM, 2003).
- Osaba Bin Floren. Jesus Mari Olaizola "Txiliku" / Elena Odriozola (Elkar, 2003).
- Norak suhiltzaile izan nahi du. Arantxa Iturbe / Elena Odriozola (Elkarlanean, 2003).
- Zaldiko-maldikoan. Ana Urkiza / Elena Odriozola (Aizkorri, 2003).
- Usoa: bidaia kilikagarria. Patxi Zubizarreta / Elena Odriozola Erein, 2003.
- Usoa: karpeta morea. Patxi Zubizarreta / Elena Odriozola (Erein, 2003).
- Atxiki sekretua: sorginaren eskuliburua. Patxi Zubizarreta / Elena Odriozola (Elkar, 2004).
- Hiru lagun. Patxi Zubizarreta / Elena Odriozola (Ibaizabal, 2005).
- Gorputz osorako poemak. Juan Kruz Igerabide / Elena Odriozola (Aizkorri, 2005).
- Maitagarrien hiru ipuin. Gustavo Martín Garzo / Elena Odriozola (Elkar, 2005).
- Begira begira: tradizioaren leihotik. Batzuen artean / Elena Odriozola (Elkar, 2006).
- Nire hiriko poemak. Ana Urkiza / Elena Odriozola (Pamiela, 2006).
- Zaharrak berri, euriak. Elena Larreategi / Elena Odriozola (Gero, 2006).
- Ilunorduak eta argilaurdenak. Joxantonio Ormazabal /Elena Odriozola (Elkar, 2007).
- Marrazkitan blai. Daniel Nesquens / Elena Odriozola (Aizkorri, 2007).
- Furia. Patxi Zubizarreta / Elena Odriozola (Erein, 2007).
- Sekretuak belarrira. Ruben Ruiz / Elena Odriozola (Aizkorri, 2007).
- Kafka eta panpina bidaiaria. Jordi Serra i Fabra / Elena Odriozola (Elkar, 2008).
- Nire eskola. Jordi Serra i Fabra / Elena Odriozola (Erein, 2008).
- Ipuinen haria. Ferida Wolff eta Harreit May Savitz / Elena Odriozola (Ttarttalo, 2008).
- Amilami: laminen istoriak. Juan Kruz Igerabide / Elena Odriozola Elkar, 2008.
- Basoak badu sekretu bat. Javier Sobrino / Elena Odriozola (Txalaparta, 2009).
- Aharrausi printzesa. Carmen Gil / Elena Odriozola (Txalaparta, 2009).
- Printzesa begi-zulo. Juan Kruz Igerabide / Elena Odriozola (Elkar, 2009).
- Sasi guztien gainetik. Itziar Zubizarreta / Elena Odriozola (Galtzagorri Elkartea, 2010).
- Haizelami. Joxantonio Ormazabal /Elena Odriozola (Elkar, 2010).
- Eguberria: 24 ohitura, kantu eta istorio. Juan Kruz Igerabide / Elena Odriozola (Nerea, 2012).
- Haizea sahats artean. Keneth Grahame / Elena Odriozola (Erein, 2013).
- Ur: erori ez nahi duen tanta. Juan Kruz Igerabide / Elena Odriozola (Denonartean, 2014).
- Mundua baloi batean. Patxi Zubizarreta / Elena Odriozola (Elkar, 2014).
- Elsa eta paradisua. Mariasun Landa / Elena Odriozola (Giltza, 2015).
- Azken balada. Mariasun Landa / Elena Odriozola (Erein, 2016)

## Trabajos de diseño
- Logo de Asociación Galtzagorri, 2003
- Logo del programa denominado Bularretik Mintzora de la Asociación Galtzagorri, 2007
- Diseño de una colección de cinco tazas con ocasión de la publicación de Cuanta tierra necesita un hombre
- Diseño del cartel de la exposición La mujer y el mar, Museo Naval, 29 de enero a 19 de noviembre de 2016 San Sebastián[8]
- Cartel de la 77 edición de la Quincena Musical de San Sebastián, agosto de 2016 San Sebastián[9]
- Ilustraciones del proyecto enoliterario Beber entre líneas, de la bodega Solar de Samaniego, en la Rioja Alavesa.[10]  Ilustraciones de las etiquetas de la colección 7 cepas, en homenaje a los autores literarios: Virginia Woolf, Rubén Darío, Julio Verne, Miguel de Cervantes, Federico García Lorca, Charles Baudelaire, Francisco de Quevedo o Robert Louis Stevenson.[11]
- Diseño del carte de la Fira del Llibre de Vàlencia 2020.[12]

## Encuentros profesionales y talleres
- ‘’Sagu txiki, sagu maite’’Taller de ilustración infantil en la Quincena Musical de San Sebastián  (31 de agosto de 2016), San Sebastián, (Kursaal Auditorioko Foyer-a)[13]
- 2017— La ilustradora Elena Odriozola en Irudika, Encuentro Internacional de ilustradores profesionales organizado por la Asociación de ilustradores Euskal Irudigileak. (2017/11/11)[14]

## Exposiciones
- 2005— Ilustrísimos: Panorama de la ilustración infantil y juvenil en España .eta Boloniako Liburu Azoka Bolonia
- 2010— 47.Feria Internacional de Bolonia.(2010-3-32/26)
- 2012— 30. Mostra Internazionale d’illustrazione per l’Infanzia: Panorama 2012’’[15]

- 2013 — Ilustratzailearen txokoa = Rincón del Ilustrador: Elena Odriozola., Casa de Cultura de Ayete , del 15 de mayo al 15 de septiembre de 2013, San Sebastián[16]

- 2014 — Elena Odriozola Tropecista Casa de Cultura de Lugaritz , 21 de marzo al 30 de 2014 San Sebastián.[17] En esta exposición se basa la XIII. Edición del concurso literario Lugaritz Ikertze, 2014[18]

## Méritos
- 2003— Mención Bienal de Ilustración de Bratislava
- 2006— Lista de Honor de IBBY’’, por el trabajo Atxiki sekretua[19]
- 2007— Seleccionada para la publicación de Martin Salisbury   Play Pen : New Children's Book Illustration ”.
- 2013— Mención Bienal de Ilustración de Bratislava

## Premios
- Segundo Premio Nacional de Ilustración , (2006)
- Premio Euskadi, por el trabajo  Aplastamiento de las gotas (2009)
- CJ Picture Book Award for new publications, 2010, CJ Culture Foundation (2010), Oda a una estrella
- Premio Euskadi, por el trabajo  Tropecista'’(2013)
- Premio Junceda Internacional, (2014)[20]
- Premio Nacional de Ilustración, (2015)
- Manzana de Oro de la Bienal de Ilustración de Bratislava , por el trabajo Frankenstein(2015)[1]